# Belver (Gavião)
Belver ist eine Kleinstadt (Vila) und Gemeinde in der portugiesischen Region Alentejo. Der Ort liegt am Tejo und ist vor allem für seine mittelalterliche Burg Castelo de Belver und für den Stausee Belver bekannt. Weitere Anziehungspunkte sind u. a. das Seifenmuseum Museu do Sabão und das Núcleo Meseológico, das sich den hiesigen Traditionen der Teppichweberei und der Leinen- und Wollstoffherstellung widmet.

## Geschichte
Antas und andere Funde belegen eine vorgeschichtliche Besiedlung des Gemeindegebietes von Belver, insbesondere die Anta do Penedo Gordo in der Ortschaft Torre Fundeira ist dabei zu nennen.
Der heutige Ort Belver entstand im Zuge der Neubesiedlungen während der mittelalterlichen Reconquista und der folgenden Verteidigung gegen den nahen Nachbarn Kastilien. So gab König D. Sancho I. das als Guidintesta bezeichnete Gebiet mit Schenkungsurkunde vom 13. Juni 1194 an den Johanniter- oder Hospitaliterorden. Eine der Bedingungen war die Errichtung einer Burg auf einem Hügel am rechten Tejo-Ufer, dessen Name Belver (Abwandlung von Bela Vista, dt. Schöne Aussicht) der König selbst bestimmte. Der im Bau von Burgen geübte Gualdim Pais errichtete diese Burg, die vermutlich 1212 fertiggestellt wurde.
Die Burg blieb ein bedeutender Stützpunkt des Hospitaliterordens in Portugal, bis zu dessen Verlagerung nach Crato (um 1340). Nuno Álvares Pereira erweiterte die Burg von Belver 1390.
König D. Manuel gab Belver am 18. Mai 1518 erneuerte Stadtrechte und machte es zum Sitz eines Kreises. Der Kreis umfasste im 17. Jahrhundert nur noch die Ortschaften Belver und Comenda.
Im Zuge der Verwaltungsreformen nach dem liberalen Miguelistenkrieg 1834 wurde der Kreis Belver 1836 aufgelöst und als Gemeinde dem Kreis Mação angegliedert. Seit 1898 ist Belver eine Gemeinde des Kreises Gavião.

## Verwaltung
Belver ist Sitz einer gleichnamigen Gemeinde (Freguesia) im Kreis (Concelho) von Gavião im Distrikt Portalegre. In ihr leben 560 Einwohner auf einer Fläche von 70 km² (Stand 19. April 2021).
Folgende Orte gehören zur Gemeinde:
| - Alvisquer - Areia - Arriacha Cimeira - Arriacha Fundeira - Belver - Domingos da Vinha - Fundado | - Outeiro Cimeiro - Outeiro Fundeiro - Torre Cimeira - Torre Fundeira - Vale de Coelho - Vale Pedro Dias - Vilar da Mó |

## Verkehr

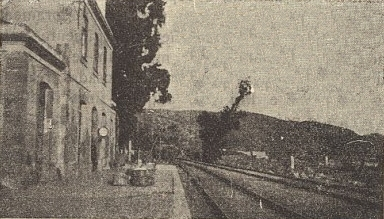
Der Bahnhof von Belver auf einer alten Aufnahme, 1941 in einer portugiesischen Eisenbahnerzeitschrift veröffentlicht

### Bahn
Belver liegt mit eigenem Bahnhof an der Eisenbahnstrecke Linha da Beira Baixa, die bis nach Guarda im Norden und nach Entroncamento im Süden führt und dort jeweils an das weitere Bahnnetz des Landes anschließt. Auch am Stausee von Belver befindet sich ein Haltepunkt der Linha da Beira Baixa.

### Straße
Über die etwa 5 km nördlich gelegene Anschlussstelle der Autobahn A23 in Domingos da Vinha (Gemeinde Belver) hat der Ort Belver Anschluss an das Fernstraßennetz des Landes. Die nachgeordnete Nationalstraße N244 führt durch Belver und verbindet den Ort mit der etwa 5 km südlich gelegenen Kreisstadt Gavião und mit dem etwa 10 km nördlichen Mação.

### Öffentlicher Nahverkehr
Die Gemeinde Belver wird durch Buslinien der zur Barraqueiro-Gruppe gehörenden Rodovária do Alentejo bedient und verbindet Belver u. a. mit der Kreisstadt Gavião.